# 에스엠코어
에스엠코어(SM Core Inc.)는 대한민국의 물류 기업이다. 2016년 신흥기계에서 SMCore(smart mechatronics core)로 사명변경하였다. 본사는 서울특별시 마포구 마포대로 20, 14층(마포동, 다보빌딩)에 위치해 있으며 대표이사는 이응상이다. 2017년에 대주주가 SK㈜로 변경, SK그룹의 물류자동화 부문 핵심 계열사로 SK하이닉스와 SK온이 최대 고객사이다

## 상장
2011년 11월 8일에 공모가 8,500원에 상장하였다.

## 같이 보기
- 제닉스 (기업)

## 참고 문헌
1. ↑  이원재, 한국IR협의회 기업리서치센터 기업분석보고서-에스엠코어, 2023.05.04